# Lassi Etelätalo
Lassi Etelätalo (né le 30 avril 1988) est un athlète finlandais, spécialiste du lancer du javelot.

## Biographie
Le 21 août 2022, il remporte la médaille de bronze des championnats d'Europe de Munich en lançant son javelot à 86. m, battant ainsi son record personnel.

## Palmarès
| Date | Compétition           | Lieu   | Résultat | Marque  |
| ---- | --------------------- | ------ | -------- | ------- |
| 2014 | Championnats d'Europe | Zurich | 4e       | 83,16 m |
| 2019 | Championnats du monde | Doha   | 4e       | 82,49 m |
| 2021 | Jeux olympiques       | Tokyo  | 8e       | 83,28 m |
| 2022 | Championnats du monde | Eugene | 6e       | 82,70 m |
| 2022 | Championnats d'Europe | Munich | 3e       | 86,44 m |
| 2024 | Jeux olympiques       | Paris  | 8e       | 84,58 m |

## Records
| Épreuve           | Marque  | Lieu   | Date         |
| ----------------- | ------- | ------ | ------------ |
| Lancer du javelot | 86,44 m | Munich | 21 août 2022 |